# Scaphopetalum ngouniense
Scaphopetalum ngouniense är en malvaväxtart som beskrevs av François Pellegrin. Scaphopetalum ngouniense ingår i släktet Scaphopetalum och familjen malvaväxter. Inga underarter finns listade i Catalogue of Life.